# Comuna de Mochowo
Mochowo (polaco: Gmina Mochowo) é uma gminy (comuna) na Polónia, na voivodia de Mazóvia e no condado de Sierpecki. A sede do condado é a cidade de Mochowo.
De acordo com os censos de 2004, a comuna tem 6.309 habitantes, com uma densidade 43,9 hab/km².

## Área
Estende-se por uma área de 143,57 km², incluindo:
- área agricola: 79%
- área florestal: 14%

## Demografia
Dados de 30 de Junho 2004:
|                      | Total   | Total | Mulheres | Mulheres | Homens  | Homens |
| -------------------- | ------- | ----- | -------- | -------- | ------- | ------ |
|                      | pessoas | %     | pessoas  | %        | pessoas | %      |
| População            | 6309    | 100   | 3178     | 50,4     | 3131    | 49,6   |
| Densidade (pop./km²) | 43,9    | 100   | 22,1     | 22,1     | 21,8    | 21,8   |

De acordo com dados de 2002, o rendimento médio per capita ascendia a 1496,77 zł.

## Comunas vizinhas
- Brudzeń Duży, Gozdowo, Sierpc, Skępe, Tłuchowo